# Jean-Pierre Serre
Pour les articles homonymes, voir Serre.
Jean-Pierre Serre, né le 15 septembre 1926 à Bages (Pyrénées-Orientales), est un mathématicien français. Il reçoit de nombreuses récompenses pour ses recherches, et est en particulier lauréat de la médaille Fields en 1954, du prix Balzan en 1985, de la médaille d'or du CNRS en 1987, du prix Wolf de mathématiques en 2000, et le premier lauréat du prix Abel en 2003.

## Biographie

### Jeunesse et débuts
Jean-Pierre Serre nait en 1926 à Bages (Pyrénées-Orientales) d'Adèle et Jean Serre, pharmaciens, et passe son enfance à Vauvert où ils sont installés.
Lors de ses études au lycée de garçons de Nîmes (1937-1945), il obtient le premier prix de mathématiques au Concours général. Il est reçu bachelier ès sciences et ès lettres en 1944.
À l'âge de 19 ans, après seulement une seule année de classes préparatoires, il entre à l'École normale supérieure (promotion 1945 Sciences).
En 1948, il est reçu premier à l'Agrégation de mathématiques.

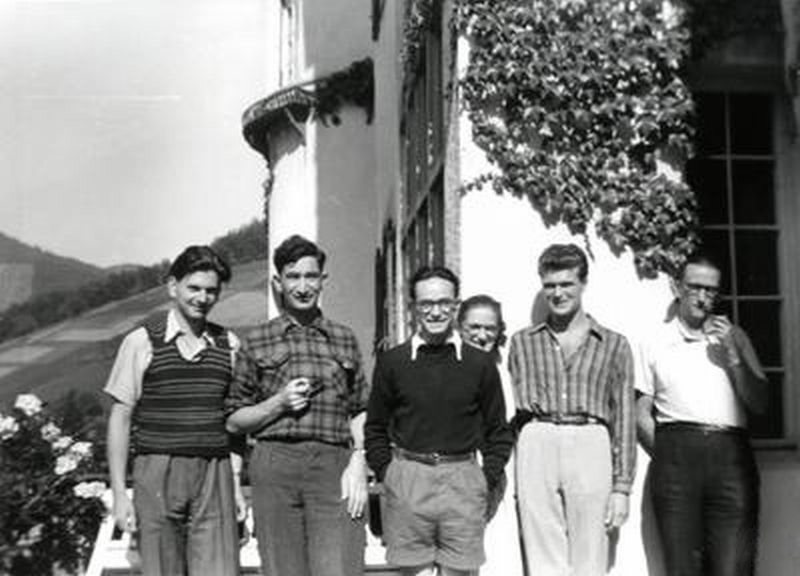
De gauche à droite : René Thom, Jean Arbault, Jean-Pierre Serre, Josiane Serre, Jean Braconnier et Georges Reeb à l'Institut de recherches mathématiques d'Oberwolfach en 1949.

Il rejoint en 1948 le groupe Bourbaki, dont il est alors le plus jeune membre.
Alors attaché de recherche au CNRS (1948-1951), il soutient en 1951 sa thèse d'État en topologie algébrique intitulée Homologie singulière des espaces fibrés, à la Sorbonne, sous la direction d'Henri Cartan.

### Carrière

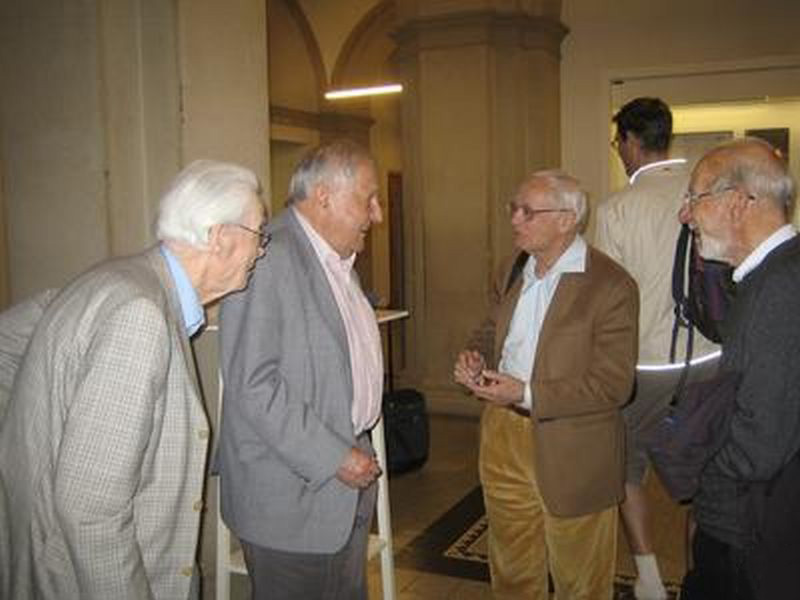
De gauche à droite : Beno Eckmann, Peter Hilton, Jean-Pierre Serre et André Haefliger au de Benno Eckmann en 2007 à Zurich.

Il est successivement chargé de recherche au CNRS (1951-1953), maître de recherche au CNRS (1953-1954), maître de conférences à la faculté des sciences de l'université de Nancy (1954-1956) et parallèlement chargé du Cours Peccot au Collège de France en 1954-1955. En 1954 à l'âge de 27 ans, Jean-Pierre Serre devient le plus jeune lauréat de la médaille Fields, considérée comme l'équivalent d'un prix Nobel de mathématiques (celui-ci n'existant pas). En 1956, à l'âge de 29 ans et benjamin du corps professoral, Serre est élu au Collège de France (chaire d'algèbre et de géométrie), où il enseigne jusqu'à sa retraite en 1994, ainsi que dans plusieurs universités étrangères, en particulier à l'université Harvard et à l'Institute for Advanced Study de Princeton. Serre reste, dans l'histoire du Collège de France depuis sa création, l'un de ses plus jeunes professeurs. Il en est aujourd'hui professeur honoraire.
Jean-Pierre Serre est l'un des collaborateurs de Nicolas Bourbaki de 1949 à 1974. Il contribue à son séminaire avec 37 exposés, le premier en 1950 et le dernier en 2018.
Il dirige quatre thèses de doctorat, toutes avant 1975, dont celles de Pierre Gabriel, Jean-Marc Fontaine et Michel Broué.

### Famille

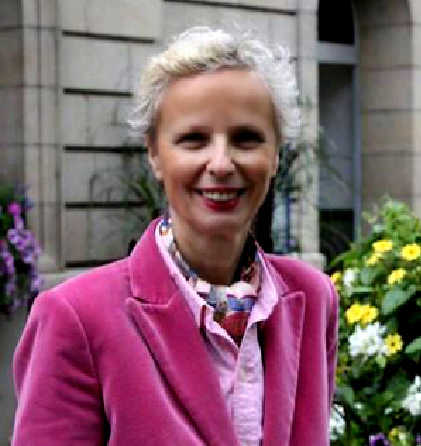
Claudine Monteil en 2012.

L'épouse de Jean-Pierre Serre, Josiane Serre, morte en 2004, est chimiste, universitaire et ancienne directrice de l'École normale supérieure de jeunes filles (ex-Sèvres). Leur fille, Claudine Monteil, est une ancienne diplomate française, femme de lettres et historienne. Il est l’oncle du mathématicien Denis Serre et le neveu du rugbyman Paul Serre.

## Travaux

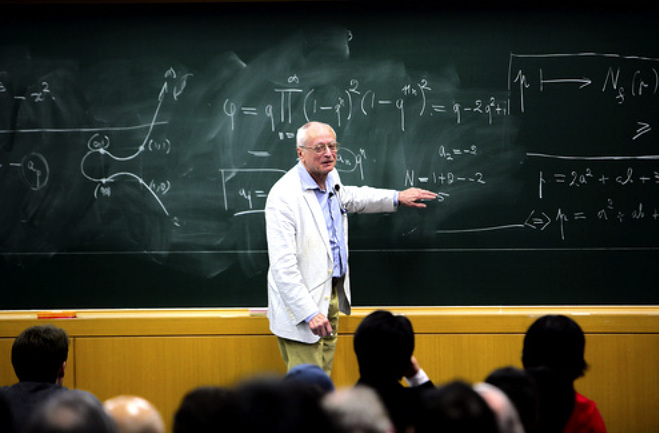
Jean-Pierre Serre, le 5 février 2012, parlant de courbes elliptiques.

Serre commence sa carrière à l'école d'Henri Cartan, en travaillant en topologie algébrique, en théorie des fonctions de plusieurs variables complexes, puis en algèbre commutative et en géométrie algébrique. Dans sa thèse sous la supervision d'Henri Cartan, il utilise les suites spectrales de Serre (en) et les espaces d'Eilenberg-MacLane pour calculer les groupes d'homotopie des sphères, un problème très important à l'époque en topologie algébrique.
De cette époque date aussi la suite spectrale de Hochschild-Serre (en) permettant de calculer la cohomologie d'un groupe G à partir de celle d'un sous-groupe distingué H et de celle du quotient G/H.
Après sa thèse, Serre change de sujets de recherche.

### Géométrie algébrique
Dans les années 1950 et 1960, une émulation fructueuse entre Serre et Alexandre Grothendieck, de deux ans plus jeune, conduit à un travail essentiel sur les fondements de la géométrie algébrique, fortement inspiré par les conjectures de Weil. Les deux articles majeurs de Serre sont Faisceaux algébriques cohérents (FAC), sur la cohomologie cohérente (en), et Géométrie algébrique et géométrie analytique (en) (GAGA).
Dès les premiers temps de sa recherche, Serre perçoit la nécessité de construire des théories de cohomologie plus générales et raffinées pour attaquer les conjectures de Weil. Le problème est que la cohomologie d'un faisceau cohérent sur un corps fini ne peut décrire une topologie aussi finement que la cohomologie singulière à coefficients entiers. Parmi les théories candidates de Serre dans les années 1954-1955, il y en a une à coefficients dans les vecteurs de Witt.
Autour de 1958, Serre suggère que les fibrés principaux qui sont trivialisés par des revêtements étales sont des objets importants. Cela constitue un pas significatif vers la théorie de la topologie étale. Grothendieck et d'autres collaborateurs du Séminaire de géométrie algébrique du Bois Marie mettent au point cette théorie, qui est maintenant d'usage constant, à la fois en géométrie algébrique et en théorie des nombres.

### Autres travaux
À partir de 1959, Serre s'intéresse à la théorie des groupes et à la théorie des nombres, en particulier aux représentations galoisiennes et aux formes modulaires. Parmi ses contributions dans ces domaines figurent :
- La conjecture de modularité de Serre sur les représentations galoisiennes modulo p (prouvée en 2008 par Chandrashekhar Khare en collaboration avec Jean-Pierre Wintenberger). Cette conjecture implique le dernier théorème de Fermat.
- La définition des formes modulaires p-adiques (en) et la construction des fonctions zêta p-adiques des corps totalement réels.
- La preuve du fait que les représentations galoisiennes associées aux points de torsion des courbes elliptiques sans multiplication complexe ont souvent une « grosse » image[16].
- La preuve de ce que deux courbes elliptiques ayant même fonction L sont isogènes si l'une a un invariant {\displaystyle j} non entier (cette restriction a été levée par Gerd Faltings).
- La construction (avec Pierre Deligne) de représentations galoisiennes associées aux formes modulaires de poids 1.
- Une compactification (avec Armand Borel) des espaces symétriques associés aux groupes algébriques et de leurs quotients par des groupes arithmétiques.
- La solution du problème des sous-groupes de congruence (en), d'abord pour {\displaystyle {\mathrm {SL} }_{n},n\geq 3}, et {\displaystyle {\mathrm {Sp} }_{2n},n\geq 2} (avec Hyman Bass et John Milnor), puis pour {\displaystyle {\mathrm {SL} }_{2}} et pour les variétés abéliennes.
- Une définition des facteurs locaux des fonctions L de la géométrie arithmétique.
- La conjecture II de Serre.
- La théorie de Bass-Serre (en) sur les actions de groupes sur des arbres.
- Le problème, introduit dans son article FAC, demandant si un module projectif de type fini sur un anneau de polynômes est libre. Ce problème a été résolu : c'est le théorème de Quillen-Suslin.

Dans les années 80, il émet des réserves quant à la validité de la classification des groupes finis simples ;  plusieurs théorèmes importants la simplifiant ont achevé d'être démontrés en 2004 par  Michael Aschbacher, amenant à ce que cette classification soit désormais acceptée par les spécialistes, bien que sa démonstrationn'ait pas été entièrement publiée.

## Distinctions

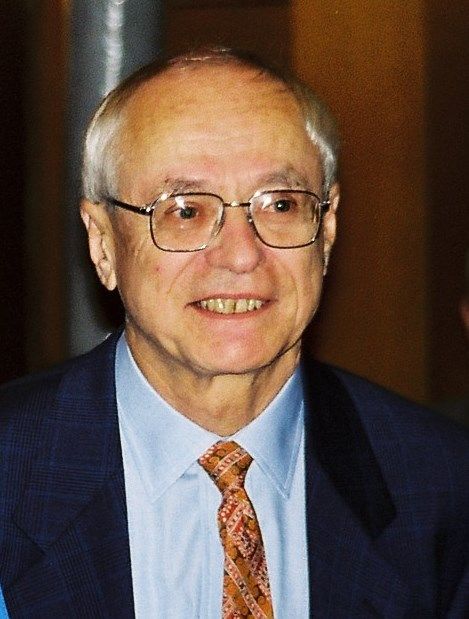
Jean-Pierre Serre en 1997.

Jean-Pierre Serre est notamment médaille Fields en 1954, Prix de la Fondation Girbal-Baral de l'Académie des sciences en 1952, Cours Peccot et prix Peccot-Vimont (Collège de France,1954-1955) prix Francœur en 1957, prix Gaston-Julia en 1970, médaille Émile-Picard en 1971, prix Balzan en 1985, médaille d'or du CNRS en 1987, prix Leroy P. Steele en 1995, prix Wolf en 2000, ICCM International Cooperation Award du Congrès international des mathématiciens chinois (Taipei, 2013).
En 2003, l'Académie norvégienne des sciences et des lettres lui décerne le premier prix Abel « pour avoir joué un rôle clef en donnant à de nombreux domaines de mathématiques leur forme moderne, notamment la topologie, la géométrie algébrique et la théorie des nombres ».
Jean-Pierre Serre est également membre de l'Académie des sciences depuis 1976, ainsi que de plusieurs académies étrangères : l’Academy of Arts and Sciences de Boston (1960), London Mathematical Society (1973), la Royal Society de Grande-Bretagne (1974), l'Académie royale néerlandaise des arts et des sciences (1978), l'Académie nationale des sciences des États-Unis (1979), l'Académie royale des sciences de Suède (1981), la Société américaine de philosophie  (1998), l'Académie des sciences de Russie (2003), de l'Académie norvégienne des sciences et des lettres (2009), de l'Académie des sciences de Turin (2010) et de l'Academia sinica de Taiwain (2010). Il est docteur honoris causa de plusieurs universités étrangères :Cambridge (1978), Stockholm (1980), Glasgow (1983), Athènes (1996), Harvard (1998), Durham (2000), Londres (2001), Oslo (2002), Oxford (2003), Bucarest (2004), Barcelone (2004), Madrid (2006,McGill (2008), Tsinghua (2017).
En 1970, il est président de la Société mathématique de France.
 Grand-croix de la Légion d'honneur en 2012.
 Grand-croix de l'ordre national du Mérite en 2008.

## Bibliographie

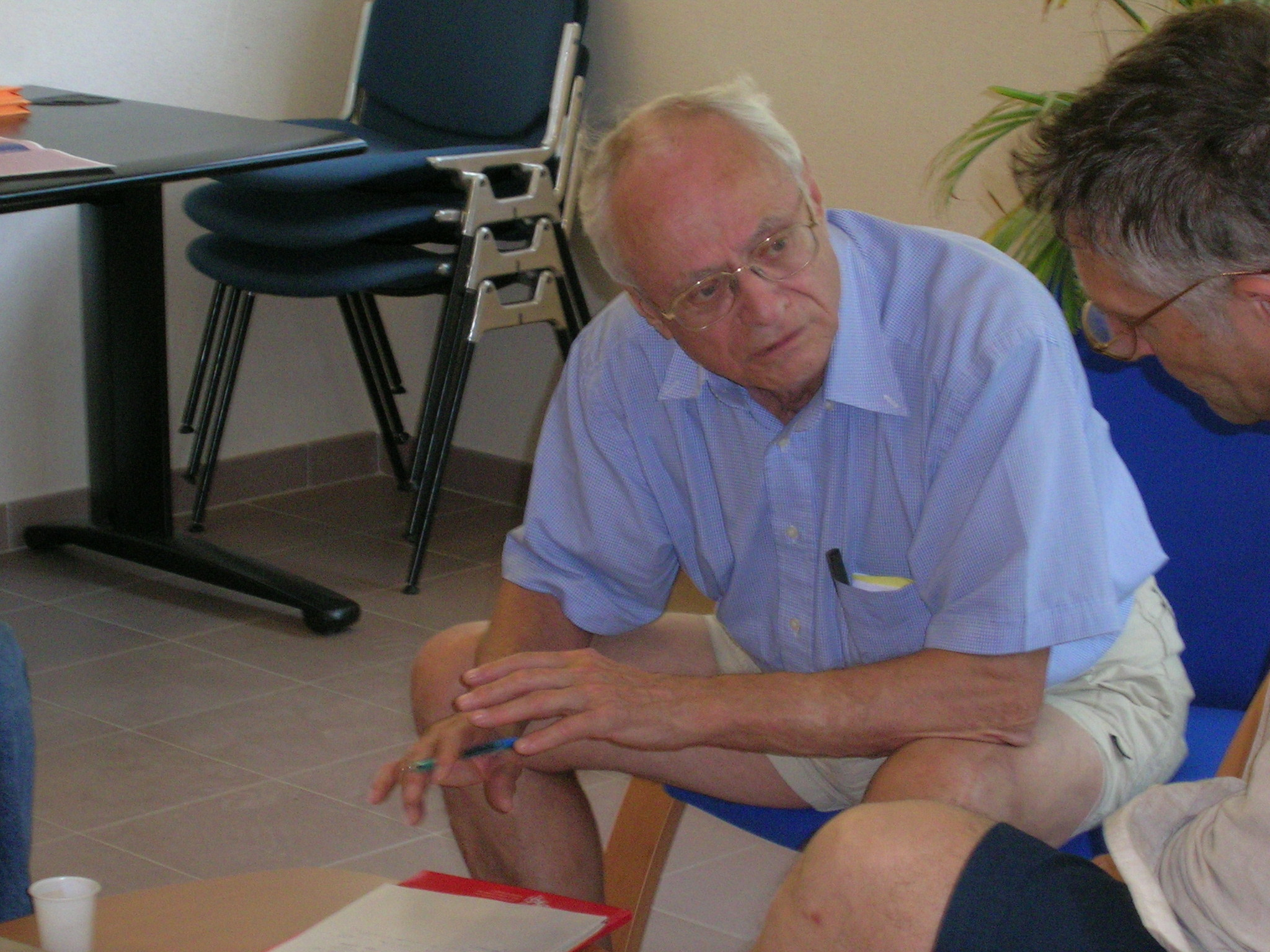
Jean-Pierre Serre à l'école d'été sur la conjecture de Serre au CIRM en juillet 2007